# Dutch Top 40

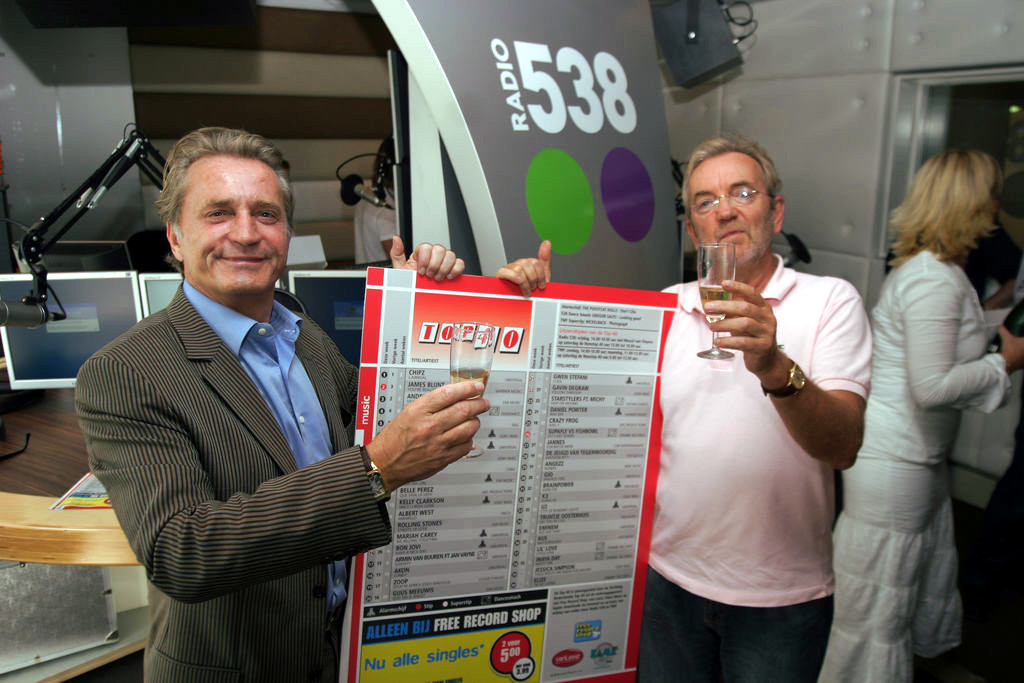
Ханс Бройховен і Лекс Хардінг святкують друковане видання голландського Топ-40 у 2005 році

Dutch Top 40 — це тижневий музичний хіт-парад синглів в Нідерландах.
Заснований в 1965 році, хіт-парад виходить кожного тижня і містить 40 найпопулярніших пісень у Нідерландах. Підтримкою чарту опікується компанія Dutch Top 40 Foundation. Рейтинг пісень бере до уваги кількість прослуховувань на нідерландських радіостанціях, продажі синглів, результати споживчих досліджень і кількість завантажень пісень у цифровій формі. За перші 50 років існування хіт-параду до нього потрапило понад 13 тисяч пісень.